# Riu Pee Dee
El riu Pee Dee, també conegut com el riu Great Pee Dee és un riu dels Estats Units que es troba als estats de Carolina del Nord i Carolina del Sud. Neix a les muntanyes Apalatxes de Carolina del Nord, on el seu curs superior, sobre la desembocadura del riu Uwharrie, es coneix com a riu Yadkin. La part baixa del riu rep el nom de Pee Dee (en època colonial escrita Pedee) segons la tribu índia pee dee. Els principals afluents són els rius Lumber, Little Pee Dee, Lynches, Black i Waccamaw. El riu desemboca a la badia de Winyah, a l'oceà Atlàntic, prop de Georgetown.
Els primers europeus que creien haver navegat per part del riu va ser una tripulació enviada per Lucas Vázquez de Ayllón el 1521. El van anomenar "riu de Sant Joan Baptista".
El riu va ser una important ruta comercial per les terres baixes des de l'època colonial i s'aprofitava com a via de transport de la fusta dels boscos de pins verges de la regió de Pee Dee per ser serrada i exportada des de Georgetown al nord dels Estats Units i Europa.
La part baixa de la plana inundable del riu es va desenvolupar àmpliament per a la cultura de l'arròs en època colonial. Amb la fi de l'esclavitud, després de la Guerra Civil, les plantacions d'arròs van anar disminuint. Dos huracans, a principis del segle xx, van destruir gran part de la infraestructura destinada a l'arròs.
Els 145 quilòmetres finals del riu són navegables. És una font important d'energia elèctrica i subministrament d'aigua pública, així com per l'ús recreatiu.